# Galdino (vescovo di Acqui)
Galdino anche Gandino (fl. XII secolo) è stato un vescovo cattolico italiano, vescovo della diocesi di Acqui nella seconda metà del XII secolo.

## Biografia
Si ritiene che Galdino fu il vescovo che nel 1175 vide dimezzare il territorio della diocesi in favore dell'appena fondata diocesi di Alessandria.
Esiste un solo documento che cita l'esistenza di Galdino, si tratta di una lettera dell'arcivescovo di Milano Galdino della Sala contenente la formula di giuramento che i vescovi della diocesi suffraganee dovevano prestare al metropolita, testo contenente un forte richiamo all'obbligo di gestire con oculatezza le proprietà della chiesa, forse riferito alla malagestione della diocesi di Uberto di Melegnano. Il documento non è datato, ma è compreso tra il 1167 e l'aprile 1176, periodo dell'episcopato di san Galdino a Milano.